# Melittommopsis validum
Melittommopsis validum är en skalbaggsart som först beskrevs av Sigmund Schenkling 1914.  Melittommopsis validum ingår i släktet Melittommopsis och familjen varvsflugor. Inga underarter finns listade i Catalogue of Life.